# Lerista rochfordensis
Lerista rochfordensis là một loài thằn lằn trong họ Scincidae. Loài này được Amey & Couper mô tả khoa học đầu tiên năm 2009.